# 一月一日鎮

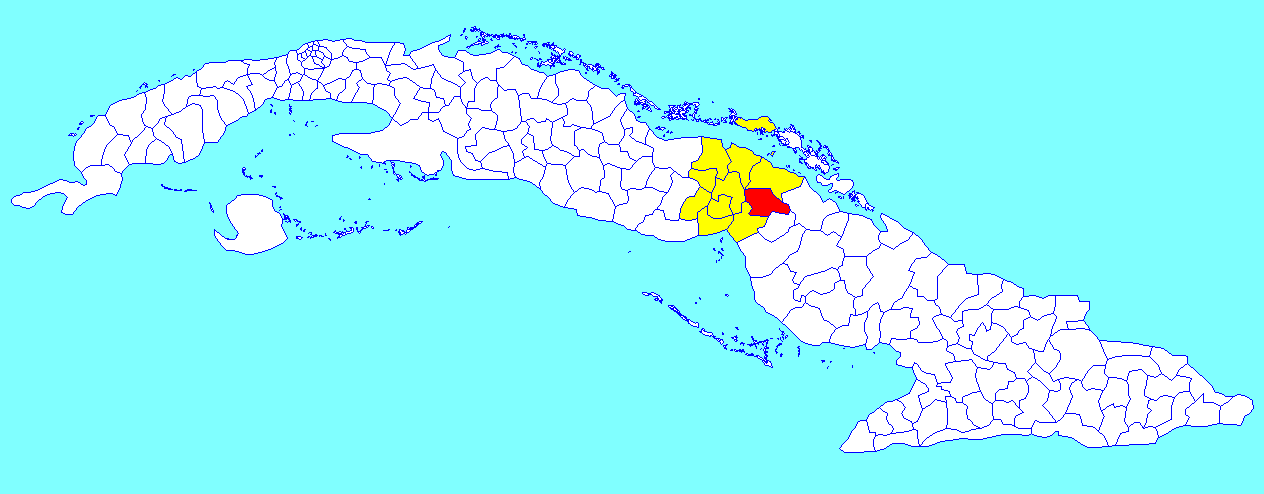

一月一日鎮（Primero de Enero），是古巴的城鎮，位於該國中部，由謝戈德阿維拉省負責管轄，面積713平方公里，海拔高度20米，2004年人口27,813，人口密度每平方公里39人。
21°56′43″N 78°25′8″W / 21.94528°N 78.41889°W